# Philipp Julius av Pommern
Philipp Julius av Pommern, död 1625, var regerande hertig av Pommern–Wolgast mellan 1592 och 1625. 